# Las Cañadas, Teocaltiche
Las Cañadas är en ort i Mexiko.   Den ligger i kommunen Teocaltiche och delstaten Jalisco, i den centrala delen av landet, 400 km nordväst om huvudstaden Mexico City. Las Cañadas ligger 1 909 meter över havet och antalet invånare är 185.
Terrängen runt Las Cañadas är platt åt sydost, men åt nordväst är den kuperad. Runt Las Cañadas är det ganska glesbefolkat, med 42 invånare per kvadratkilometer. Närmaste större samhälle är Villa Hidalgo, 12,3 km norr om Las Cañadas. Trakten runt Las Cañadas består i huvudsak av gräsmarker.